# ASAP Rocky
Rakim Athelaston Nakache Mayers (Harlem, 3 de outubro de 1988), conhecido pelo nome artístico de ASAP Rocky (estilizado como A$AP Rocky) é um rapper, cantor, compositor, produtor musical, ator e modelo americano. Rocky lançou sua primeira mixtape Live. Love. ASAP em 2011 com aclamação da crítica e seu primeiro álbum de estúdio Long. Live. ASAP, em janeiro de 2013. ASAP significa "Always Strive And Prosper". Quando muito novo viu seu irmão ser assassinado e seu pai ser preso, viveu de abrigo em abrigo com a mãe, tendo assim uma infância muito difícil. Em 2015, a cantora Selena Gomez fez parceria com Rocky, no carro-chefe do seu novo álbum e primeiro lançado pela Interscope Records, Good for You.

## História
Rakim Athelaston Mayers nasceu em 3 de outubro de 1988, no bairro Harlem, Manhattan, Nova York. Seu pai era de Barbados, e sua mãe é afro-americana. Ele tem uma irmã mais velha, Erika B. Mayers. O primeiro nome de Mayers foi tirado do artista de hip hop Rakim, metade da dupla Eric B. & Rakim. Seu primo é ASAP Nast, membro do ASAP Mob.
Mayers começou sua vida no rap com 9 anos de idade, quando se mudou para Harrisburg, Pensilvânia. Ele aprendeu a fazer rap com seu irmão mais velho, que também usava o penteado das tranças francesas que Mayers adotou mais tarde. Quando Mayers tinha 12 anos, seu pai foi preso por envolvimento com tráfico de drogas; ele morreu em 2012. Quando Mayers tinha 13 anos, seu irmão foi morto no Harlem. A morte inspirou Rocky a levar o rap mais a sério. Mayers cresceu admirando o grupo de rap The Diplomats. Ele também foi influenciado pelo Mobb Deep, Three 6 Mafia, UGK, Run DMC, Wu-Tang Clan e Bone Thugs-n-Harmony.
A$AP Rocky vendeu drogas enquanto se deslocavam para abrigos para pessoas sem-teto com sua mãe e sua irmã. Aos 15 anos, ele estava vendendo crack no Bronx. Depois de viver por um período em um abrigo com sua mãe em Nova York, ele se mudou para o centro de Manhattan.

## Carreira

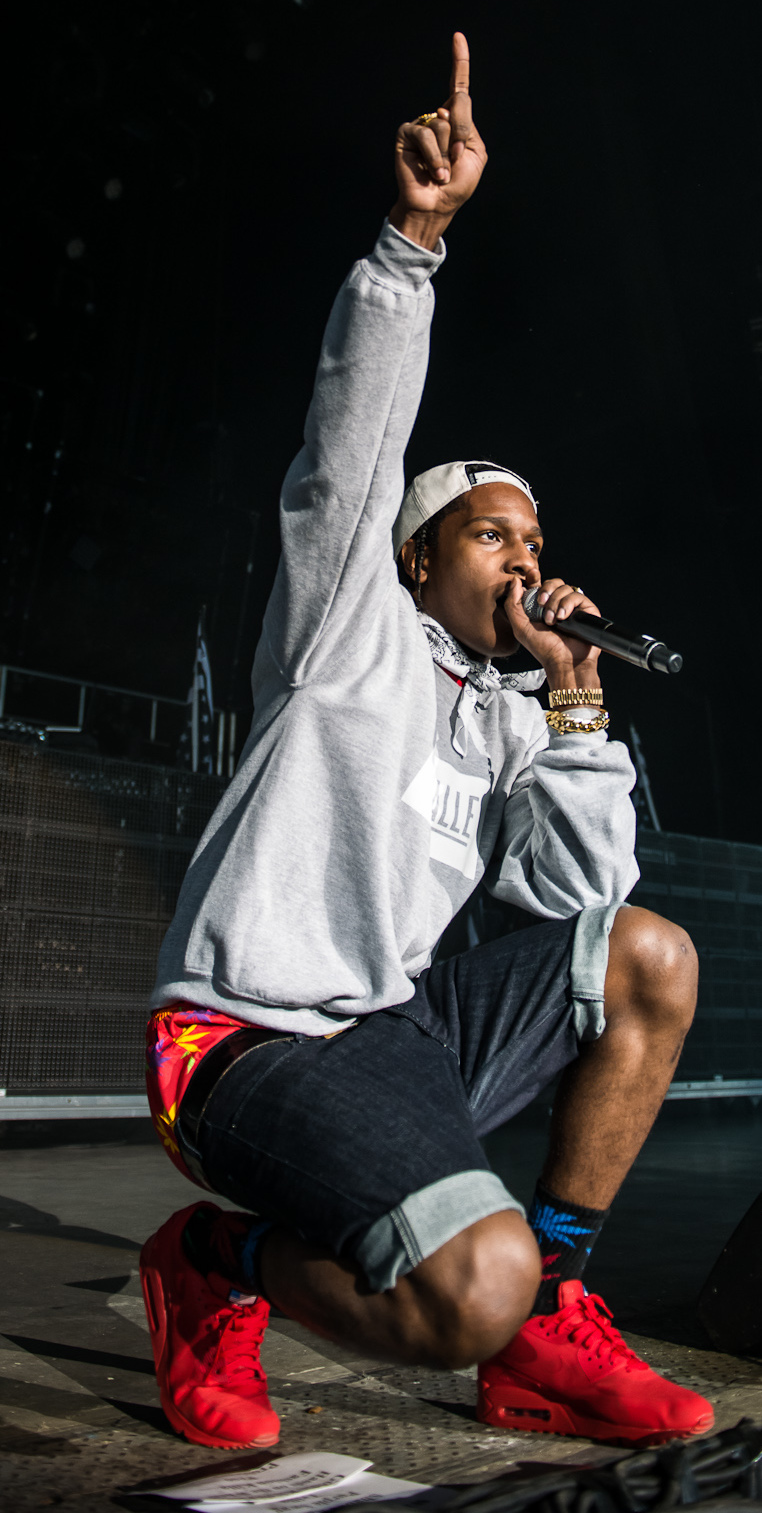
A$AP Rocky em agosto de 2013

### Primeiros anos
Nascido em 1988, seus pais o chamaram de Rakim (lenda do hip hop), membro do grupo Eric B. & Rakim. Quando ele tinha 12 anos, seu pai foi preso por vender drogas. Um ano depois, seu irmão mais velho foi morto perto de seu apartamento, o que o inspirou a fazer rap profissionalmente. Mayers, que começou a fazer rap aos oito anos, cresceu admirando o grupo Harlems The Diplomats , e suas influências também incluem Tupac Shakur (que ele realmente considera um rapper "épico"), Three 6 Mafia, Mobb Deep, Wu-Tang Clan, UGK, Run DMC e Bone Thugs-n-Harmony. Depois de morar com sua mãe em um abrigo e também nos arredores de Manhattan, Mayers mudou-se para Elmwood Park, em Nova Jersey. Em sua juventude, ele se envolveu no tráfico de drogas para ganhar dinheiro.

### 2007-11: Beginnings e mixtape
Em 2007, Rocky se juntou ao grupo de hip hop A$AP, um coletivo de rappers, produtores e diretores visuais. Ele adotou seu apelido "A$AP", que tem vários significados, incluindo "Always Strive and Prosper", "Assassinate Snitches and Police" e o favorito de Rocky", Acrônimo Symbolizing Any Purpose "(Acrônimo Symbolizing Any Purpose). Em 8 de julho de 2011, uma compilação não oficial intitulada "Deep Purple" foi lançada, que, de acordo com Rocky, foi uma compilação de seus sucessos no YouTube agrupados por um fã em Paris. Em agosto, seu primeiro single "Peso" foi lançado na internet e em poucas semanas recebeu a atenção da rádio Hot 97, tocando o single em larga escala. Os videoclipes de "Peso" e "Purple Swag", uma versão antecessora de "Deep Purple", geraram entusiasmo e sucesso entre o público, fato que ajudou A$AP Rocky a assinar um contrato de dois anos com a Sony, RCA Records e Polo Grounds Music com orçamento de 3 milhões de dólares. ASAP Rocky lançou sua mixtape LiveLoveA$ap, incluindo ambas as músicas, em outubro, recebendo ótimas críticas. Em 5 de dezembro, ele foi indicado para o BBC Sound Survey de 2011.

### 2012-presente: Disputas e seu álbum de estreia
Começando em fevereiro de 2012, Rocky abriu para o rapper Drake no recente Club Paradise Tour. Em junho, SpaceGhostPurrp, fundador do coletivo de Miami Raider Klan e colaborador de longa data de Rocky, acusou A$AP Twelvyy de insultar Matt Stoops, membro do Raider Klan, que posteriormente se desassociou de A$AP Mob e de Rocky em um vídeo do YouTube. Ele e Raider Klan também acusaram o A$AP Mob de copiar seu estilo e acusaram especificamente Rocky de usar a letra da música Goldie do SpaceGhostPurrp em sua música My Enemy. Rocky respondeu em junho, em entrevista para a MTV, afirmando que SpaceGhostPurrp estava tentando exagerar e criar polêmica, e se dirigindo a ele declarou que ele se dedicou a fazer instrumentais. Em julho, Rocky se apresentou no Pitchfork Music Festival. A$AP Rocky estava programado para fazer sua estreia na televisão no Late Night with Jimmy Fallon em 20 de julho, mas foi preso na noite anterior após supostamente intervir em uma briga no centro de Manhattan e sua performance foi cancelada como resultado. Depois de reprogramar sua apresentação para 21 de agosto, Rocky cantou "Goldie" no programa. O lançamento do álbum de estúdio de Rocky (LongLiveA$ap) será no início de janeiro (sem data exata ainda). ASAP Rocky produziu seu álbum em conjunto com o Clams Casino, Hit-Boy, A$AP Ty Beats, Soufein3000 e Joey Fat Beats. Seu single "Goldie" foi lançado em 27 de abril. Ele também participou deLords Never Worry , mixtape do grupo A$AP MOB, que foi lançada no dia 27 de agosto para download gratuito. Entre setembro e novembro, Rocky promoverá seu álbum de estreia com uma turnê de 40 paradas, a LongLiveA$AP Tour , com bandas de abertura de Schoolboy Q, Danny Brown e A$AP Mob. Rocky e Schoolboy Q colaboraram no LiveLoveA$AP e também na última canção de 2011, "Hands On The Wheel".

## Vida pessoal
Em 2011, Rocky começou a namorar a rapper australiana Iggy Azalea.  Eles se separaram em 2012. No início de 2013, Rocky começou a namorar a modelo Chanel Iman. Em abril de 2014, eles foram relatados como noivos; no entanto, eles se separaram em junho de 2014.
Rocky era um pescetarian. Em 2012, ele fez a transição para uma dieta vegetariana com a ajuda de seu gerente vegano depois de aprender os horrores da indústria avícola. Em seu single "Babushka Boi" de 2019, Rocky afirmou que agora é vegano.
Em dezembro de 2019 foi vazada uma suposta sex tape com Rocky.
Em 19 de maio de 2021, Rocky revelou durante uma entrevista à GQ que atualmente está em um relacionamento com a cantora barbadense Rihanna, descrevendo-a como "o amor da minha vida". Os dois se encontraram pela primeira vez em 2013, depois que Rocky abriu a turnê Diamonds World Tour de Rihanna.  Em novembro de 2021, sites afirmaram que sua esposa Rihanna, estava grávida e em dezembro do mesmo ano ela negou. Mas no começo de 2022 o casal foi flagrado por um fotógrafo, passeando pelas ruas de Nova York confirmando que a cantora realmente está grávida de seu primeiro filho com ASAP. Em 31 de janeiro de 2022, a revista People informou que o casal está esperando seu primeiro filho. Em 19 de maio de 2022, foi confirmado que Rihanna havia dado à luz um menino, ainda sem nome vindo a público.
Em abril de 2022, Rocky foi preso em um aeroporto de Los Angeles. Segundo a polícia, a prisão ocorreu por conta de uma alegação contra ASAP onde dizia que ele havia disparado contra uma pessoa 2 ou 3 vezes. Rocky foi liberado após pagar uma fiança de R$2.5 milhões. O artista foi acusado, em novembro de 2023, de ter atirado em seu amigo de infância, Terell Ephron, conhecido como "A$AP Relli", numa localidade em Hollywood e irá a julgamento por duas acusações de ataque com uma arma de fogo, cuja pena pode chegar a nove anos, de acordo com a decisão do juiz do Tribunal Superior de Los Angeles, ML Villar, que apenas decidiu se iria avançar o caso, sem qualquer veredicto.

## Discografia
- Live. Love. ASAP (2011)
- Long. Live. ASAP (2013)
- At. Long. Last. ASAP (2015)
- Testing (2018)
- Don't Be Dumb (2025) (TBA)

## Filmografia

### Filme
| Ano  | Título                                       | Papel        | Notas        |
| ---- | -------------------------------------------- | ------------ | ------------ |
| 2015 | Dope                                         | Dom          |              |
| 2015 | Jeremy Scott: The People's Designer          | Ele mesmo    | Documentário |
| 2016 | Zoolander 2                                  | Ele mesmo    |              |
| 2016 | Popstar: Never Stop Never Stopping           | Ele mesmo    |              |
| 2018 | Monster                                      | William King |              |
| 2020 | Have a Good Trip: Adventures in Psychedelics | Ele mesmo    |              |

### Televisão
| Ano  | Título              | Papel        | Notas                                 |
| ---- | ------------------- | ------------ | ------------------------------------- |
| 2016 | Animals.            | Bodega Cat 2 | Episode: "Flies"                      |
| 2016 | The Eric Andre Show | Ele mesmo    | Episode: "Stacey Dash; Jack McBrayer" |

### Jogos eletrônicos
| Ano  | Videogame               | Papel  | Notas            |
| ---- | ----------------------- | ------ | ---------------- |
| 2016 | Marvel Avengers Academy | Falcão | Voz              |
| 2022 | Need for Speed Unbound  |        | Voz e semelhança |

### Vídeos musicais
| Ano  | Título                                  | Artista                 | Papel                 | Notas                 |
| ---- | --------------------------------------- | ----------------------- | --------------------- | --------------------- |
| 2012 | "National Anthem"                       | Lana Del Rey            | John F. Kennedy       | Papel principal       |
| 2013 | "Hold On, We're Going Home"             | Drake                   | Participação especial |                       |
| 2013 | "White Walls" (ft Schoolboy Q e Hollis) | Macklemore e Ryan Lewis | Participação especial |                       |
| 2015 | "Picture Me Rollin'"                    | Chris Brown             | Participação especial |                       |
| 2016 | "Reminder"                              | The Weeknd              | Participação especial |                       |
| 2016 | "What The Fuck Right Now"               | Tyler, the Creator      | Participação especial | Apresentado no remix  |
| 2016 | "Surfin'"                               | Kid Cudi                | Participação especial |                       |
| 2016 | "Nikes"                                 | Frank Ocean             | Participação especial |                       |
| 2017 | "See You Again"                         | Tyler, the Creator      | Participação especial |                       |
| 2017 | "Who Dat Boy/911 "                      | Tyler, the Creator      | Participação especial | Apresentado na música |
| 2019 | “Issues/Hold On”                        | Tyler, the Creator      | Participação especial |                       |